# Peato Mauvaka
Peato Mauvaka (* 10. ledna 1997 Nouméa) je ragbista hrající na pozici mlynáře za francouzskou reprezentaci a francouzský klub Toulouse. S klubem vyhrál pětkrát francouzskou ligu (2019, 2021, 2023, 2024, 2025). V roce 2021 a 2024 zvítězil i v Evropském poháru mistrů. V lednu 2023 si za Toulouse připsal stý zápas.
S reprezentací vyhrál Six Nations v roce 2022 a 2025. Zúčastnil se MS 2023. Reprezentační premiéru zažil v srpnu 2019 proti Skotsku. Narodil se v Nové Kaledonii rodičům z Wallisu a Futuny. Jako malý snil o kariéře volejbalisty.